# Cabrils (Têt)
Der Cabrils (katalanisch: Ribera de Cabrils) ist ein Gebirgsfluss in Nordkatalonien, im äußersten Süden Frankreichs, im Département Pyrénées-Orientales der Region Okzitanien.

## Geographie

### Verlauf
Der Cabrils entspringt unter dem Namen Coma de Pinosell im Osten der Pyrenäen, an der Nordwestflanke des Puig de la Pelada (2370 m), im Gemeindegebiet von Sansa. Er entwässert anfangs in einem Bogen über West nach Süd, erreicht den Ort Sansa, nimmt ab dort seine generelle Fließrichtung nach Südosten auf, durchquert den Regionalen Naturpark Pyrénées Catalanes und mündet nach rund 19 Kilometern bei Olette als linker Nebenfluss in die Têt. Im Mündungsabschnitt quert der Cabrils die Bahnstrecke Ligne de Cerdagne.

### Orte am Fluss
(Reihenfolge in Fließrichtung)
- Sansa
- Railleu
- Talau, Gemeinde Ayguatébia-Talau
- Turol, Gemeinde Oreilla
- Cabrils, Gemeinde Ayguatébia-Talau
- Olette